# (755) Quintilla
(755) Quintilla – planetoida z pasa głównego asteroid okrążająca Słońce w ciągu 5 lat i 239 dni w średniej odległości 3,17 au. Została odkryta 6 kwietnia 1908 roku w Taunton (Massachusetts) przez Joela Metcalfa. Nazwa pochodzi od włoskiego imienia Quintilla, została wybrana ponieważ nazwa żadnej planetoidy nie zaczynała się od litery „Q”. Przed jej nadaniem planetoida nosiła oznaczenie tymczasowe (755) 1908 CZ.